# Никифоров, Порфирий Иванович
Порфирий Иванович Никифоров (13 марта 1910, Феодосия, Таврическая губерния — май 1978, Одесса) — советский педагог, тренер по лёгкой атлетике.

## Биография
Родился 29 февраля 1910 года в Феодосии. В 1935 году стал чемпионом Украины по 5-борью. В 1936 году окончил Ленинградский государственный институт физической культуры. С 1939 года участвовал в бело-финской войне.. В 1936—1941 годах преподавал в Одесском государственном педагогическом институте. В 1941—1945 годах воевал в годы Великой Отечественной войны. Боевой офицер, закончил войну командиром батальона в звании майора. О чем есть большой рассказ "Болотный комбат" ==
В 1946—1950 годах заведовал кафедрой физического воспитания Одесского государственного педагогического института имени К. Ушинского. Одновременно в 1948—1950 годах был деканом факультета физического воспитания и спорта. В 1950—1954 годах преподавал в Одесском гидротехническом институте, в 1954—1957 годах — в Одесском гидрометеорологическом институте. С 1957 года работал в Одесском государственном педагогическом институте, занимал должность старшего преподавателя кафедры спорта.В 1970 защитил диссертацию. В 1971—1972 годах исполнял обязанности доцента.
В 1972 году вышел на пенсию по состоянию здоровья.
Скончался в мае 1978 года в Одессе.

#### Тренерская деятельность
Был государственным тренером при Одесском городском комитете по физической культуре и спорту. Подготовил 15 мастеров спорта. Семь раз его ученики становились чемпионами Украины по легкой атлетике. Мастер спорта СССР Е. Вансович был победителем и серебряным призёром чемпионата СССР, участником XV Олимпийских игр, бронзовым призёром Всемирных студенческих игр 1951 года.В 1965  тренировал Сборную Болгарии по легкой атлетике.Тренер Чемпионки по бегу с барьерами Лии Хитриной-участницы Олимпийских игр.

## Награды
- Орденами Красного Знамени, Александра Невского, Отечественной войны 1 степени.
- Медалями «За оборону Одессы», «За оборону Кавказа», «За взятие Кенигсберга»[1].
- Звание «Заслуженный тренер СССР» (1957)

## Увековечивание памяти
Соревнования по легкой атлетике среди высших учебных заведений Одессы, посвященные памяти П. И. Никифорова и А. И. Ус.